# Gracijan (rimski cesar)
Gracijan (latinsko Flavivs Gratianvs Avgustvs) je bil rimski cesar, ki je vladal od leta 375 do 383, * 18. april ali 23. maj 359, Sirmium, Panonija, 25. avgust 383, Lugdunum, Lugdunska Galija. 
Bil je najstarejši sin cesarja Valentinijana I., katerega je spremljal na več vojnih pohodih na renski in donavski meji cesarstva. Po očetovi smrti leta 375 so vojaki za njegovega naslednika razglasili Gracijanovega brata Valentinijana II. Leta 378 so Gracijanovi generali v bitki pri Argentovariji prepričljivo premagali Lencijence, ki so bili veja Alemanov. Gracijan je po bitki prekoračil Ren, ponovno napadel Lencijence in jih prisilil k dokončni vdaji. Isto leto je bil v bitki z Goti pri Odrinu ubit njegov stric Valens in Gracijan je kot njegov naslednik postal glavni vladar Rimskega cesarstva. 
Kot vladar je dajal prednost krščanstvu pred tradicionalnim rimskim državnim kultom. Zavrnil je vse božanske atribute in odstranil oltar Zmage iz rimskega senata.

## Življenjepis
Gracijan je bil sin cesarja Valentinijana I. in Marine Severe. Rojen je bil v Sirmiju, sedanji Sremski Mitrovici v Srbiji. Ime je dobil po starem očetu Gracijanu starejšemu. Prvič je bil poročen s Flavijo Maksimo Konstancijo, hčerko cesarja Konstancija II., drugič pa s Leto. Z nobeno od njiju ni imel otrok. Iz očetovega drugega zakona z Justino je imel polbrata in kasnejšega cesarja Valentinijana II. in polsestre Galo, Grato in Justo.
4. avgusta 367 mu je oče podelil naslov mlajšega avgusta. 
Po očetovi smrti 17. novembra 375 so panonske legije za njegovega naslednika razglasile Gracijanovega mladoletnega polbrata Valentinijana II.. Gracijan je privolil v njihovo izbiro in zase izgovoril oblast v galskih provincah, Italijo, Ilirik in Afriko pa je prepustil Valentinijanu in njegovi materi Justini, ki sta vladala iz Mediolana. Delitev je bila bolj kot ne nominalna, ker je realna oblast ostala v Gracijanovih rokah. 
Gracijanov general in kralj Frankov Malobavd in Nanijem sta maja 378 v bitki pri Argentovariji popolnoma porazila Lencijence, najjužnejšo vejo Alemanov. Gracijan je po prejemu novice o zmagi osebno vodil vojni pohod preko gornjega Rena na ozemlje Lencijencev in po začetnih težavah zaradi nepristopnega terena dosegel njihovo vdajo. Prisilil jih je, da so mladeniče vključili v rimsko vojsko, preostalim pa je dovolil vrnitev domov. 9. avgusta istega leta je v bitki pri Odrinu padel Gracijanov stric Valens, ki je odklonil pomoč Gracijanove vojske in se je sam spopadel z Goti, Alani in Huni. V bitki sta bili ubiti tudi dve tretjini vzhodnorimske vojske.  
Po Valensovi smrti se je oblast na Vzhodu prenesla na Gracijana, ki se je zavedal, da se brez tuje pomoči ne bo mogel upreti vdorom barbarov. 19. januarja 379 je zato del cesarstva prepustil Teodoziju I. in v gotski vojni (376–382) skupaj z njim pregnal barbare iz Ilirika.
Naslednjih nekaj let je energično in uspešno vladal cesarstvu, potem pa je postopoma postal brezbrižen. Ukvarjal se je predvsem z lovom  in postal orodje v rokah frankovskega generala Merobavda in milanskega škofa Ambroža. 
Ker je po Valensovem katastrofalnem porazu v bitki pri Odrinu v svojo službo sprejel oddelek Alanov in se v javnosti pojavljal v opravi skitskega bojevnika, je vzbudil prezir in jezo svojih rimskih vojakov. Rimski general v Britaniji Magn Maksim je izkoristil njihovo nejevoljo in se uprl in z veliko vojsko napadel Galijo. Gracijan je s svojo vojsko pobegnil iz Pariza v Lyon, kjer ga je izdajalski guverner predal uporniškemu generalu Andragaciju. 25. avgusta 383 so ga ubili.

## Cesarstvo in pravoslavje
Vladavina cesarja Gracijana je pomembna tudi za cerkveno zgodovino, saj je v tem obdobju pravoslavje prvič postalo prevladujoča vera v Rimskem imperiju. 
Teodozij I., Gracijan in Valentinijan II. so 27. februarja 380 objavili Solunski edikt (Cunctos populos), da morajo vsi njegovi podložniki slediti nauku rimskega in aleksandrijskega škofa, se pravi da morajo sprejeti nicejsko veroizpoved. Edikt je pomenil pritisk predvsem na različna verovanja, ki so izhajala iz arijanstva, in druge manjše disidentske sekte, na primer na makedoniste (pnevmatomahi).

### Zatiranje poganstva
Gracijan je pod pritiskom svojega glavnega svetovalca milanskega škofa Ambroža sprejel ukrepe za  aktivno zatiranje poganstva, s čimer se je končalo obdobje splošne, četudi neuradne, verske strpnosti, ki je trajalo od vladavine cesarja Julijana (vladal 360–363). Leta 382 si je prilastil prihodke poganskih svečenikov in vestalk, prepovedal prepise lastnine nanje in odpravil vse privilegije, ki so jih imele vestalke in pontifiki. Zasegel je tudi premoženje kolegijev poganskih svečenikov, ki so poleg tega izgubili vse privilegije in imunitete. Izjavil je, da je vse poganske templje in svetišča odvzela vlada in da se bodo vsi njihovi prihodki stekali v državno blagajno.
Kljub protestom poganskih senatorjev je ukazal odstraniti oltar Zmage iz zgradbe rimskega senata. Poganski senatorji so se pritožili in ga spomnili, da je še vedno pontifex maximus in da je zato njegova naloga, da se poganski obredi ustrezno opravljajo. Pozvali so ga, naj ponovno postavi oltar Zmage in vestalkam in poganskim svečenikom vrne odvzete privilegije. Gracijan zaradi Ambrožega pritiska poganskih senatorjev ni sprejel na razgovor, zato so ga ponovno spomnili, da je še vedno vodja vere njegovih prednikov. Gracijan je zavrnil insignije vrhovnega pontifika,  češ da so za kristjana nedostojne, in se odrekel položaja in naslova vrhovnega pontifika. Zaradi svojih dejanj se je kmalu soočil z uporom Magna Maksima, ki je bil bolj naklonjen poganstvu.
Gracijana so po smrti kljub temu pobóžili.